# Annalena McAfee
Annalena McAfee es una escritora y periodista inglesa. Fue editora del suplemento literario del periódico The Guardian, el Guardian Review, hasta julio de 2006. Ha escrito varios cuentos, algunos de los cuales se han traducido al francés, al alemán y al holandés. Annalena McAfee es también la editora de una colección de reseñas literarias publicadas por The Guardian.
En el 2003 formó parte del jurado del Orange Prize for Fiction, uno de los premios literarios más prestigiosos del Reino Unido. También fue jurado del Premio de las Artes de South Bank Show, el Premio Ben Pimlott de literatura política (2005), el concurso de portadas de The Guardian/Penguin (2006) y el Premio Samuel Johnson de no ficción, entre otros premios. Ha participado como conferenciante en festivales literarios como el Festival de Escritores de Praga (2003) y el de Hay-on-Wye (2005). En el año 2008, formó parte del jurado del Premio Orwell (también de literatura política).
Antes de trabajar para The Guardian, Annalena McAfee fue periodista literaria del Financial Times y crítica de teatro del Evening Standard. Desde 1997, está casada con el escritor inglés Ian McEwan. 

## Obras
- The Spoiler[1]
- All the way to the stars
- Busy Baby
- Kirsty Knows Best
- Patrick's Perfect Pet
- The Girl who got to no. 1
- Dreamkidz and the ice cream that conquered the world
- Why Do Stars Come Out at Night?
- The Visitors Who Came to Stay